# نارلیک (یوسف‌علی)
نارلیک (به ترکی استانبولی: Narlık) یک منطقهٔ مسکونی در ترکیه است که در یوسف‌علی واقع شده‌است. نارلیک ۹۸ نفر جمعیت دارد.